# Gleisdorf

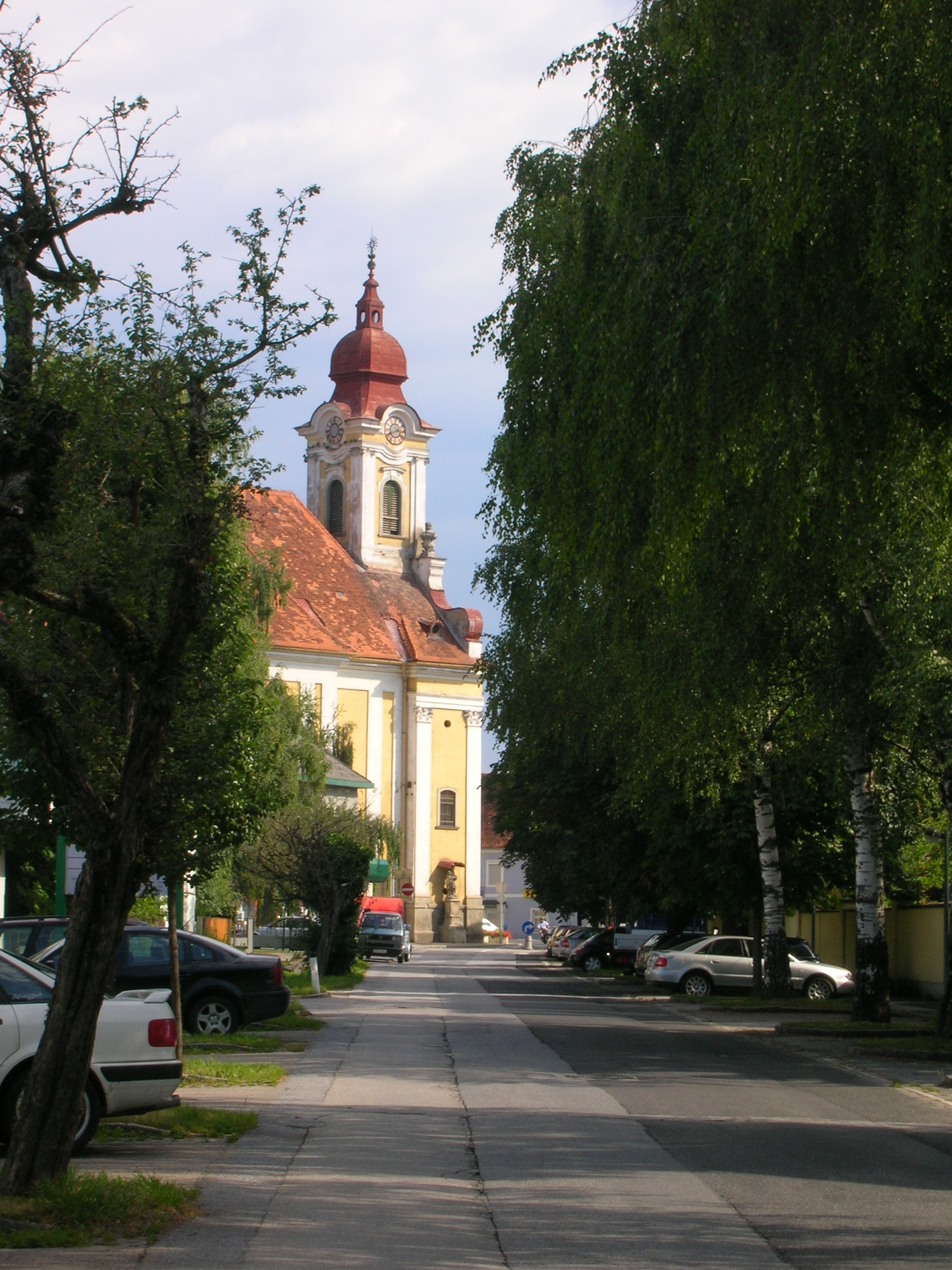
Mariakyrkan.

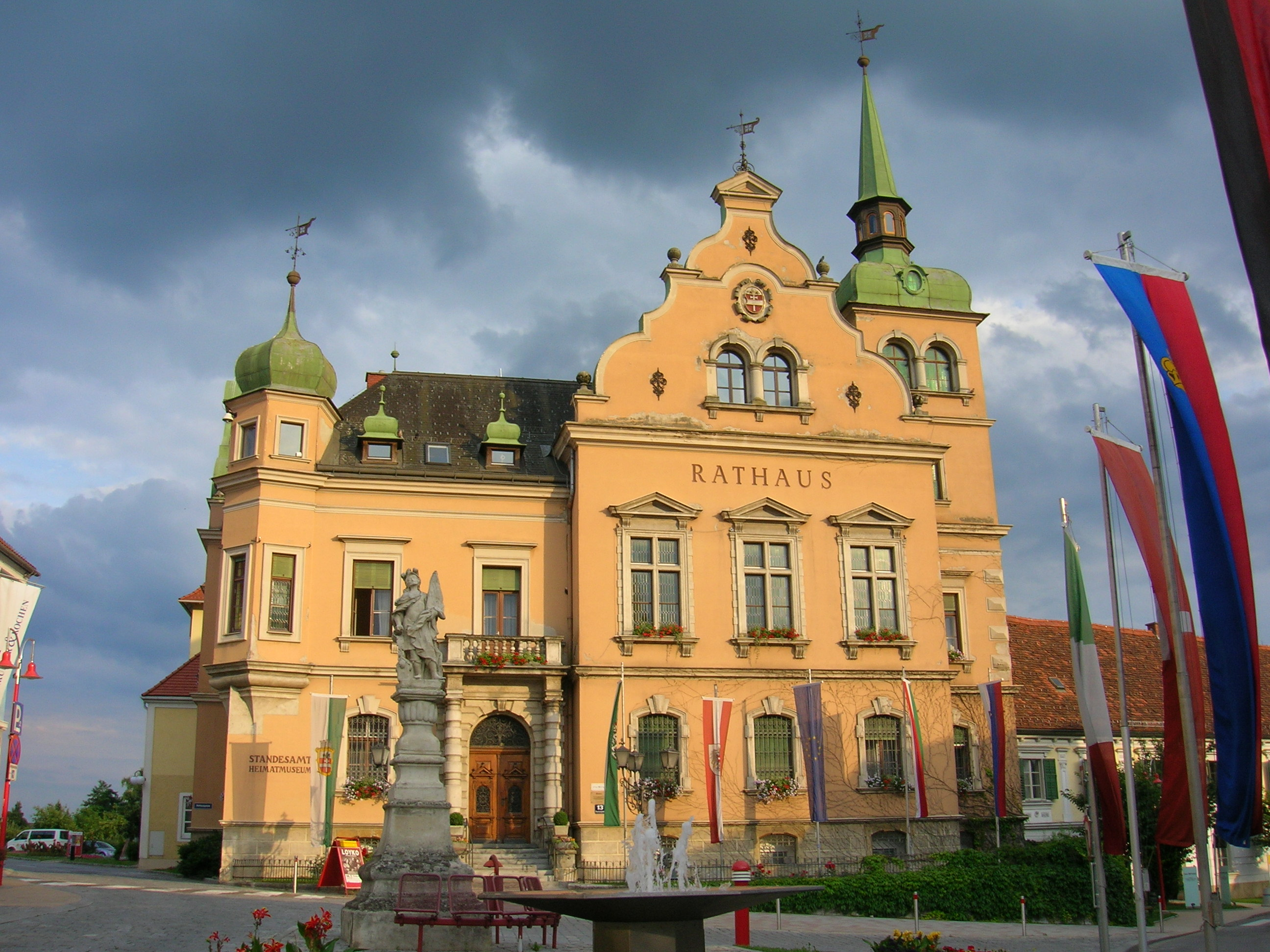
Rådhuset.

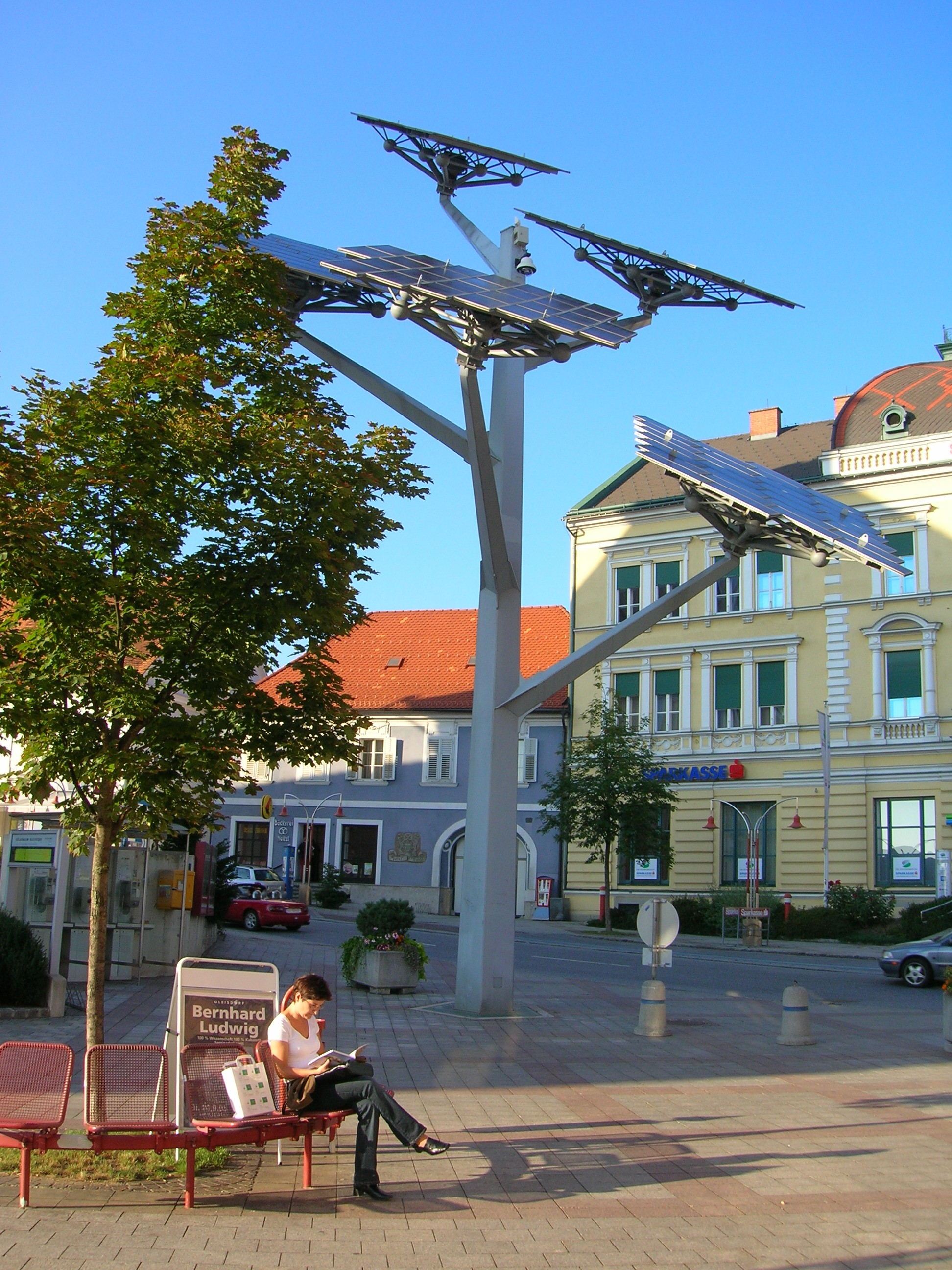
Solcellsträdet på torget.

Gleisdorf är en stadskommun i det österrikiska förbundslandet Steiermark vid floden Raab cirka 25 km öster om Graz. Staden ligger i distriktet Weiz.

## Historia
Gleisdorf omnämns för första gången 1229. Senast 1284 är Gleisdorf köping. 1532 belägrades och förstördes orten av osmanska trupper.
Fram till 1570 hörde Gleisdorf till Riegersburgs maktområde, sedan övertogs den av grevarna Freiberg vilka byggde ett slott norr om staden. Kyrkan byggdes 1648-72 i barock stil; dess nygotiska torn är från 1875.
När järnvägen byggdes 1872 började ett ekonomiskt uppsving som nådde sin kulmen med byggandet av vattenkraftverket i Stubenbergklamm. Även rådhuset byggdes vid den här tiden. 1920 upphöjdes Gleisdorf till stad. När motorvägen A2 mellan Graz och Wien byggdes på 1970-talet ledde det till ett nytt uppsving eftersom flera nya industriföretag etablerades i staden.

## Kommunen
Kommunen består av tio orter (Ortschaften) (inom parentes invånarantal 1 januari 2024):

- Arnwiesen (205)
- Gamling (243)
- Gleisdorf (6 838)
- Hart (232)
- Kaltenbrunn (420)
- Labuch (393)
- Laßnitzthal (859)
- Nitscha (791)
- Ungerdorf (1 024)
- Urscha (520)

Kommunen fick sin nuvarande form den 1 januari 2015 genom en sammanslagning av kommunerna Gleisdorf, Labuch, Laßnitzthal, Nitscha och Ungerdorf.

## Byggnader
- Stadskyrkan
- Rådhuset
- Mariakyrkan

## Näringsliv
- Binder+Co – företag inom området glasrecycling
- BT Anlagen Wolfgang Binder - logistikföretag
- Cerebra Informationssysteme GmbH – informationssystem för tjänsteföretag inom områdena hälsa och utbildning
- Ingenos ZT Gmbh – Företag för arkitektur, byggväsen och regionalutveckling
- Magna
- pm-Technologies GmbH
- AGRANA Fruit Austria GmbH & AGRANA Juice GmbH - livsmedelsindustri

## Kommunikationer
Vid Gleisdorf ansluter Weizerbanan till den steierska östbanan Graz - Feldbach - Szombathely.
Gleidorf ligger vid motorvägen A2 och har därmed goda förbindelser med Wien och Graz. Även fyra riksvägar sammanstrålar i Gleisdorf:
- B54  Graz - Gleisdorf - Hartberg - Wiener Neustadt
- B64 Gleisdorf - Weiz - Frohnleiten
- B65 Gleisdorf - Fürstenfeld - Heiligenkreuz
- B68 Gleisdorf - Feldbach

## Vänorter
- Winterbach, Tyskland
- Nagykanizsa, Ungern